# It’s Only a Movie
It’s Only a Movie – siódmy i ostatni album studyjny brytyjskiego zespołu rockowego Family wydany we wrześniu 1973 roku. Jedyny album zrealizowany z udziałem Tony’ego Ashtona i Jima Cregana. Album zajął 30 miejsce na liście UK Albums Chart.

## Spis utworów
Wszystkie utwory skomponowali Chapman/Whitney z wyjątkiem ostatniego na stronie B.
Strona A
| 1. | "It's Only a Movie"   | 5:07  |
|    |                       |       |
| 2. | "Leroy"               | 5:40  |
|    |                       |       |
| 3. | "Buffet Tea for Two " | 5:20  |
|    |                       |       |
| 4. | "Boom Bang"           | 3:02  |
|    |                       |       |
|    |                       | 19:09 |
|    |                       |       |
Strona B
| 1. | "Boots 'n' Roots"                    | 5:01  |
|    |                                      |       |
| 2. | "Banger"                             | 3:06  |
|    |                                      |       |
| 3. | "Sweet Desiree"                      | 3:47  |
|    |                                      |       |
| 4. | "Suspicion"                          | 3:22  |
|    |                                      |       |
| 5. | "Check Out" (Whitney-Chapman-Cregan) | 4:30  |
|    |                                      |       |
|    |                                      | 19:46 |
|    |                                      |       |
Utwory dodatkowe
- Hometown
- Holding the Compass (live)
- The Weaver's Answer (live)
- Dim (live)
- Procession / No Mule's Fool (live)

## Skład

### Family
- Jim Cregan – gitara basowa
- Charlie Whitney – gitara, banjo
- Tony Ashton – keyboard, śpiew
- Rob Townsend – perkusja, instrumenty perkusyjne
- Roger Chapman – śpiew

### Goście
- Peter Hope-Evans - harmonijka w utworze "Leroy"
- Del Newman - aranżacje instrumentów dętych